# Steph Catley
Stephanie-Elise Catley, dite Steph Catley, née le 26 janvier 1994 à Melbourne, est une footballeuse internationale australienne évoluant au poste d'arrière gauche avec le club londonien d'Arsenal, et membre de l'Équipe d'Australie féminine de football.

## Carrière en club

### Victory, 2009–2014

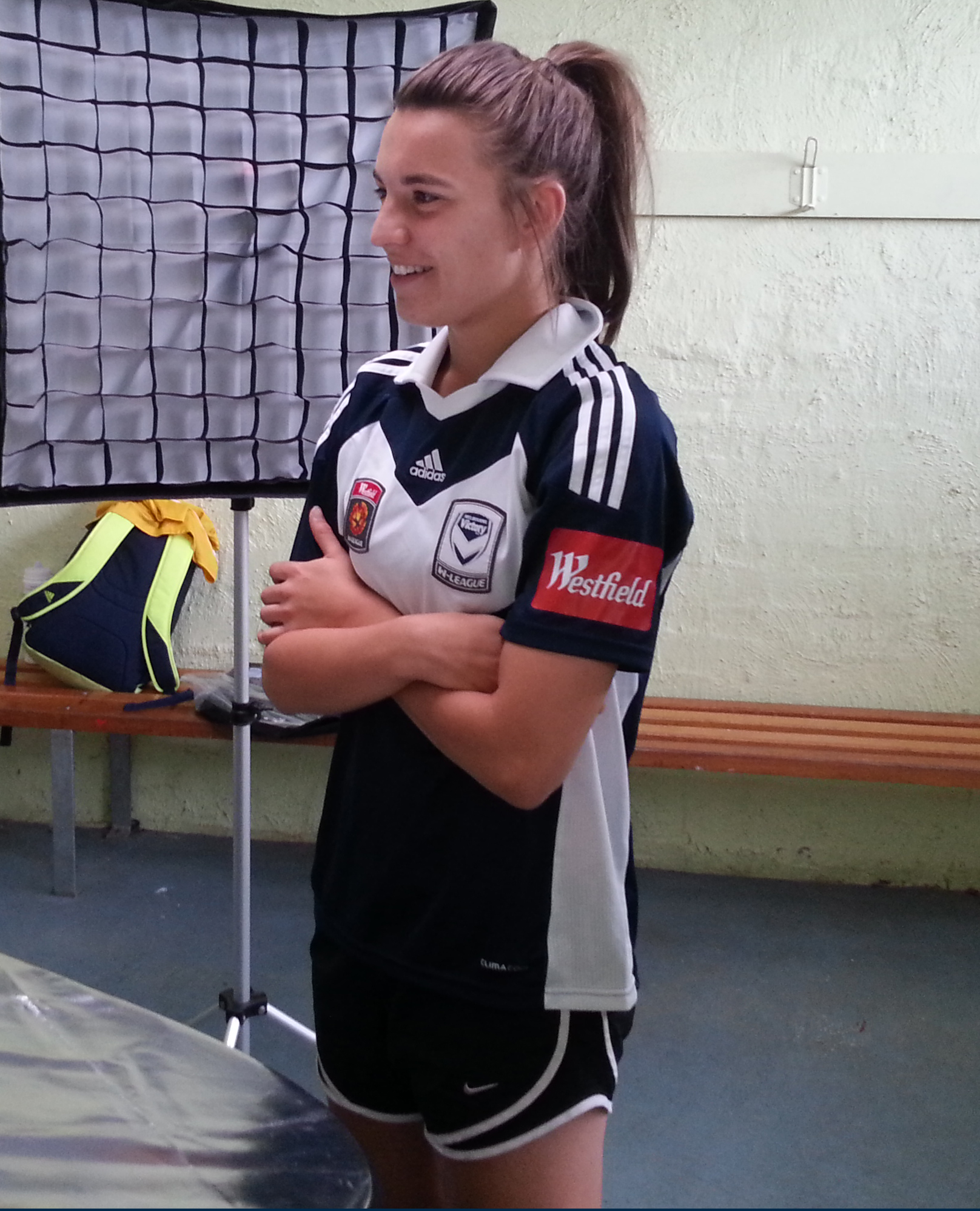
Catley posant pour Melbourne Victory.

Stephanie-Elise Catley commence à joueur en faveur des South East Cougars dans le programme de la Ligue des champions victorienne de la Fédération de football de Victoria. Elle fait ses débuts en senior avec le Melbourne Victory à un très jeune âge. Elle joue à Perth Glory à l'âge de seulement 15 ans en octobre 2009. 
Jouant à l'origine en tant que milieu de terrain, elle se convertit ensuite au poste d'arrière. Elle marque son premier but lors de sa deuxième saison au Victory, trois jours avant son anniversaire, contre Perth Glory, en janvier 2011. Après un passage en défense pour la saison 2011/2012, Catley se voit récompensée en gagnant le titre de Footballeur Féminin de l'Année. Elle devient plus tard la capitaine de Victory, réalisant un total de 51 apparitions, et marquant sept buts lors de ses cinq premières années au club.

### Portland Thorns FC, 2014–2015
À la fin de la saison 2014/2015 de la W-League, Catley signe avec une équipe de la NWSL, le Portland Thorns. Lors de son passage dans ce club, elle réalise 18 apparitions.

#### Melbourne Victory (prêt), 2014–2015
Durant l'intersaison de la NWSL, Catley retourne dans son club d'origine, Melbourne Victory, sous forme de prêt, pour la saison 2014/2015 de la W-League.

#### Melbourne City (prêt), 2015–2016
Le 17 septembre 2015, le club très récemment créé du Melbourne City, annonce la venue en prêt de Catley pour la saison 2015/2016 de la W-League. Le 25 janvier 2016, Catley marque le 4e penalty en faveur de Melbourne City, lors d'une séance de tir au but contre Brisbane Roar, aidant ainsi son club à remporter la ligue et les championnats de cette année-là.

### Orlando Pride, 2016–2017
Le 10 décembre 2015, les Thorns FC de Portland annoncent avoir procédé au transfert de Catley à Orlando Pride en échange de la gardienne Adrianna Franch et la défenseur McKenzie Berryhill. Catley marque son premier but en faveur d'Orlando Pride le 21 avril 2016.

#### Melbourne City (prêt), 2016–2018
Catley est prêté à Melbourne City pour les saisons 2016/2017 et 2017/2018 de la W-League. 
En revenant en Australie, elle devient capitaine de son équipe. City devient champion de la Ligue lors de ces deux saisons.

### Reign FC, 2018–2019
Avant la saison 2018 de la NWSL, Catley est transférée d'Orlando Pride au Seattle Reign FC, en échange de Christine Nairn et Carson Pickett.  À la suite de sa 1re saison avec le Reign FC, elle subit une opération du genou. Catley est blessée lors d'un match amical international en février 2019, la menant à rater le début de la saison 2019 de la NWSL.

#### Melbourne City (prêt), 2018–2019
Catley subit une nouvelle opération du genou avant le début de la saison 2018/2019 de la W-League. Elle réalisera sept apparitions et marquera un but en faveur du club. 

### Arsenal
En juin 2020, le club londonien d' Arsenal annonce avoir acquis Catley.
Elle réalise sa 1re apparition le 6 septembre 2020 à l'occasion du 1er match de la saison 2020/21 de la FA WSL

## Carrière internationale

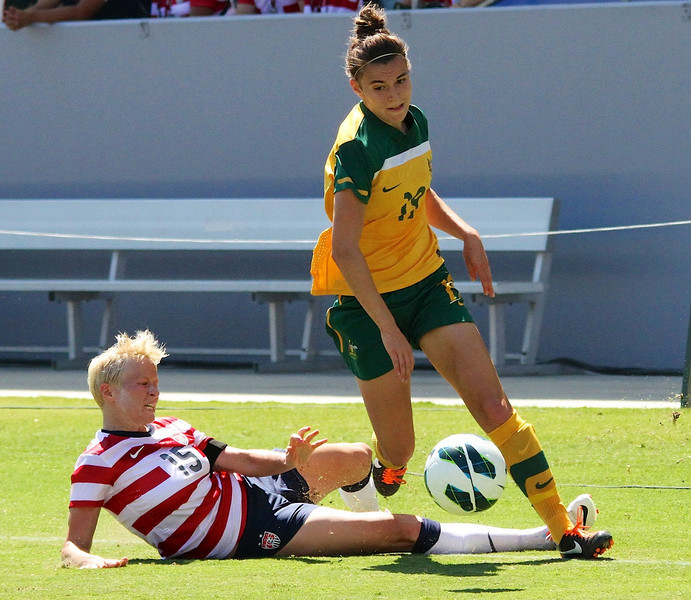
Catley jouant pour l'Australie en 2012

Ayant passée plusieurs années dans les équipes U17 et U20 de l'Australie, Catley fait ses débuts en équipe senior en juin 2012 face à la Nouvelle-Zélande.
Catley réalise 32 apparitions en faveur des Matildas, la menant à sa 1re Coupe du monde. 
Ainsi, Catley fait partie de l'équipe d'Australie lors de la Coupe du Monde 2015. Elle est titulaire lors des matchs contre les États-Unis, le Nigeria, la Suède et le Brésil. Elle joue en tant qu'arrière gauche et comptabilise un total de jeu de 450 minutes. Elle obtient un pourcentage de passes réussies de 72,4 %.
Catley joue ensuite en faveur des Matildas lors des Jeux Olympiques à Rio en 2016. Elle apparait dans quatre matchs, en étant titulaire dans trois. En 2017, elle apparait lors de l'Algarve Cup. En 2018, elle participe à la 4e place des Australiennes lors de l'Algarve Cup 2018, puis obtient la 2nde place dans la Coupe d'Asie féminine de football 2018. En 2019, elle obtient avec son équipe la 2e place lors de l'Algarve Cup 2019 et la 1re position dans le Tournoi des Nations 2017 (compétition prenant place aux États-Unis voyant s'affronter les US, le Japon, le Brésil et l'Australie).
Le 14 mai 2019, elle est sélectionnée comme vice-capitaine pour sa 2e Coupe du monde, la Coupe du monde 2019 organisée en France.

## Médias
Catley apparaît sur la couverture de la version Australienne de FIFA 16, aux côtés de Lionel Messi et d'un compatriote australien, Tim Cahill. Ce qui fait d'elle l'une des premières femmes à apparaitre sur la couverture d'un jeu vidéo d'EA Sports,,

## Statistiques

### Club
Le tableau suivant récapitule les apparitions et les buts en club de Catley.
| Club                  | Saison                | Ligue                 | Ligue  | Ligue |
| Club                  | Saison                | Division              | Matchs | Buts  |
| --------------------- | --------------------- | --------------------- | ------ | ----- |
| Melbourne Victory     | 2019                  | W-League              | 5      | 0     |
| Melbourne Victory     | 2010-11               | W-League              | 10     | 3     |
| Melbourne Victory     | 2011-12               | W-League              | 10     | 0     |
| Melbourne Victory     | 2012-13               | W-League              | 12     | 3     |
| Melbourne Victory     | 2013-14               | W-League              | 14     | 1     |
| Melbourne Victory     | 2014                  | W-League              | 13     | 2     |
| Total                 | Total                 | Total                 | 64     | 9     |
| Portland Thorns       | 2014                  | NWSL                  | 15     | 0     |
| Portland Thorns       | 2015                  | NWSL                  | 3      | 0     |
| Total                 | Total                 | Total                 | 18     | 0     |
| Melbourne City        | 2015                  | W-League              | 13     | 0     |
| Melbourne City        | 2016-17               | W-League              | 14     | 1     |
| Melbourne City        | 2017-18               | W-League              | 14     | 0     |
| Melbourne City        | 2018-19               | W-League              | 7      | 1     |
| Melbourne City        | 2019-20               | W-League              | 14     | 1     |
| Total                 | Total                 | Total                 | 62     | 3     |
| Orlando Pride         | 2016                  | NWSL                  | 11     | 1     |
| Orlando Pride         | 2017                  | NWSL                  | 24     | 0     |
| Total                 | Total                 | Total                 | 35     | 1     |
| OL Reign              | 2018                  | NWSL                  | 17     | 0     |
| OL Reign              | 2019                  | NWSL                  | 16     | 0     |
| Total                 | Total                 | Total                 | 33     | 0     |
| Arsenal               | 2020-21               | FA WSL                | 2      | 0     |
| Total sur la carrière | Total sur la carrière | Total sur la carrière | 214    | 13    |

### Buts internationaux
Les scores et les résultats suivant listent les buts de l'Australie en premier.
| # | Date             | Lieu                                           | Opposant       | Score | Résultat | Compétition                                    |
| - | ---------------- | ---------------------------------------------- | -------------- | ----- | -------- | ---------------------------------------------- |
| 1 | 22 novembre 2012 | Bao'an Stadium, Shenzhen, China                | Hong Kong      | 4–0   | 4–0      | 2013 EAFF Women's East Asian Cup qualification |
| 2 | 19 mai 2015      | Valentine Sports Park, Sydney                  | Vietnam        | 1–0   | 4–0      | Amical                                         |
| 3 | 7 février 2020   | Campbelltown Sports Stadium, Sydney, Australie | Taipei chinois | 3–0   | 7–0      | Tournoi pré-olympique féminin de l'AFC 2020    |

## Palmarès

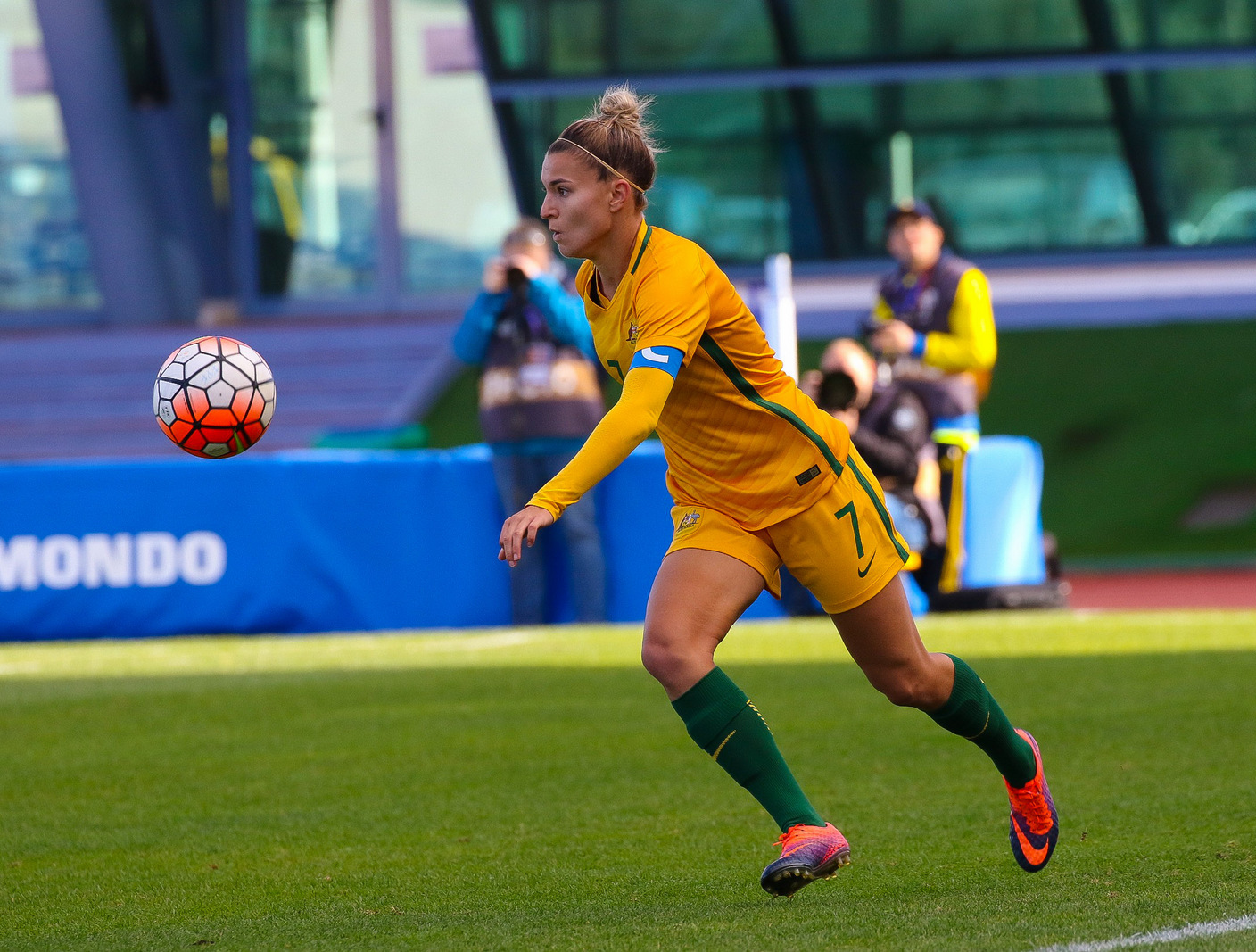
Steph Catley jouant pour les Matildas à l'Algarve Cup 2017

### En club
Melbourne Victory
- W-League Championship : 2013-14

Melbourne City
- W-League Premiership : 2015-16
- W-League Championship : 2016, 2017

Arsenal
- Vainqueur de la FA WSL Cup : 2024

### En équipe nationale
Australie
- Championnat d'Asie du Sud-Est (AFF) U-16 : 2009
- Tournoi de qualification Jeux Olympiques de l'AFC : 2016
- Tournoi des Nations : 2017

### Distinctions personnelles
- W-League, Jeune Joueur de l'Année : 2012-2013
- FFA Female U20 Footballer of the Year : 2012, 2013[14]